# Bijela Gorica
Bijela Gorica – wieś w Chorwacji, w żupanii zagrzebskiej, w gminie Marija Gorica. W 2011 roku liczyła 157 mieszkańców.